# Kemira
Kemira est une entreprise de l'industrie chimique finlandaise, fondée en 1920. Elle a son siège à Helsinki.
Kemira est devenue le premier producteur de produits chimiques pour la pâte à papier et les machines à papier après son acquisition d'activités similaires de Lanxess.

## Production
Kemira produit principalement des produits chimiques pour l'industrie papetière et de la cellulose, du traitement des eaux usées et pour les industries pétrolière et minière. Kemira est présente dans 40 pays. En Finlande les usines sont situées entre autres à Oulu, Vaasa, Pori, Sastamala, Joutseno, Kuusankoski, Harjavalta, Siilinjärvi et à Kokkola. 
Le siège de Kemira est dans la section de Ruoholahti à Helsinki et le centre de recherche à Espoo.

## Propriétaires
Les principaux propriétaires au 31 décembre 2018 sont:
| Actionnaire  | %      |
| ------------ | ------ |
| Oras Invest  | 18,2 % |
| Solidium Oy  | 16,7 % |
| Varma        | 3,43 % |
| Ilmarinen oy | 2,07 % |
| Kemira Oyj   | 1,82 % |
| Nordea       | 1,27 % |